# Nagata-Strand
Der Nagata-Strand (jap. 屋久島永田浜 Yakushima Nagatahama) auf der japanischen Insel Yakushima wurde am 8. November 2005 als Ramsar-Gebiet ausgewiesen.

## Geographie
Der Sandstrand hat eine Fläche von 10 ha. Er befindet sich im Nordwesten der Insel, 70 km südlich von Kyūshū.
Auf Yakushima herrscht ein subtropisches Klima mit Temperaturen im Bereich von 11,4 bis 26,9 °C und durchschnittlich 19,2 °C. Die Jahresniederschlagsmenge ist mit 4.359 mm sehr hoch.

## Flora und Fauna
Der Sandstrand ist das größte Brutgebiet im nördlichen Pazifik für die Unechte Karettschildkröte (Caretta caretta). Die Schildkröten erreichen den Strand abends von Mai bis August. Innerhalb von 40 Minuten kann ein Weibchen 100 bis 140 Eier legen. Die Jungtiere schlüpfen etwa 2 bis 3 Monate später. Auch Grüne Meeresschildkröten (Chelonia mydas) nutzen den Strand zur Eiablage.
Krebstiere wie Coenobita purpureus und Ocypode cordimana leben am Strand.
An Pflanzenarten wächst unter anderem Vitex rotundifolia.